# Monika Germann
Pour les articles homonymes, voir Germann.
Monika Germann (né le 23 avril 1954 à Adelboden) est une ancienne fondeuse suisse.